# کوه پریز

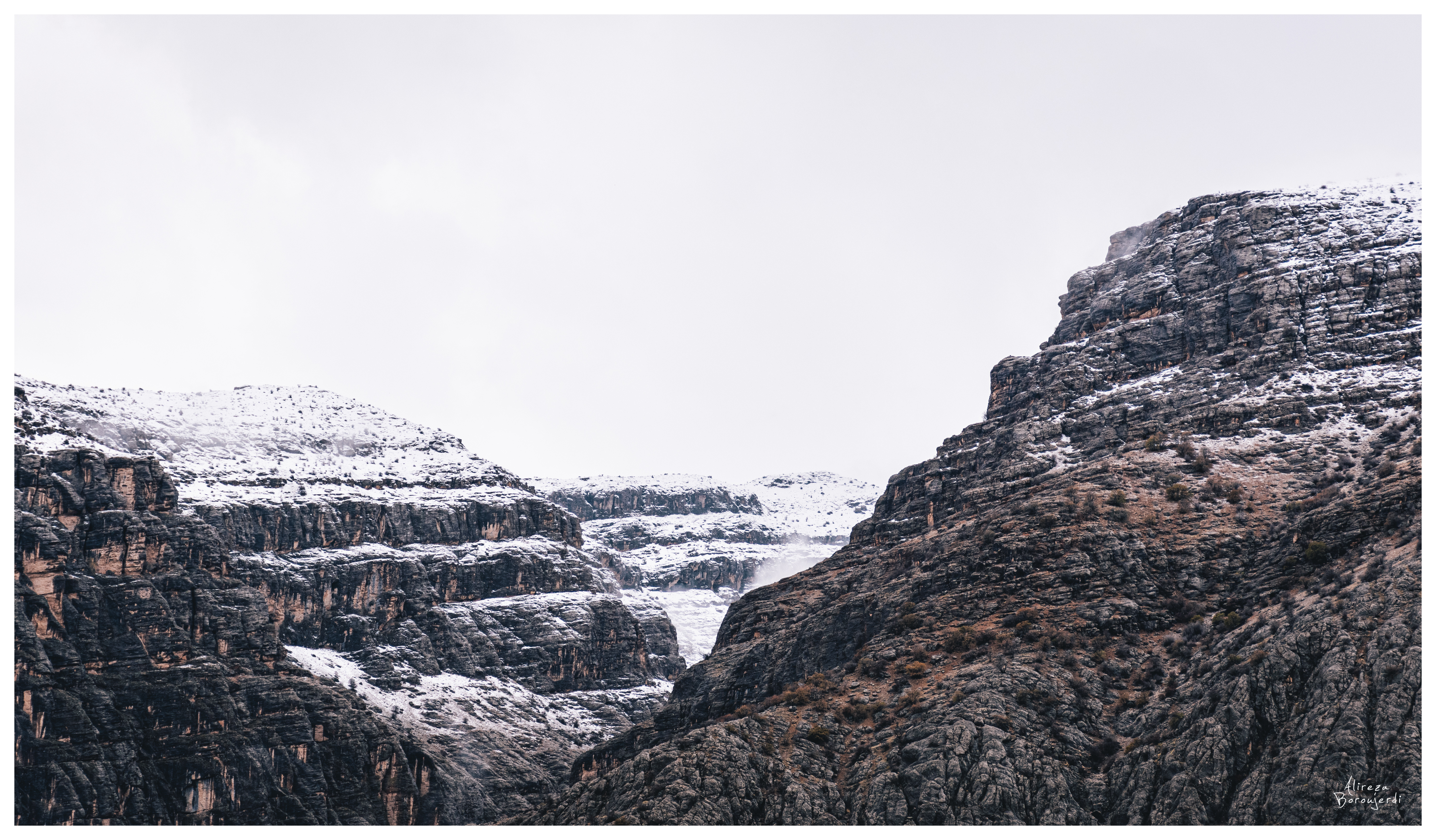
کوه پریز ((پریزکوه دالوند))

دشت لاله‌های واژگون دورود در دامنه ارتفاعات کوه پریز

کوه پریز ((پریزکوه دالوند ))با ارتفاع ۳۲۰۰ متر یکی از کوه‌های استان لرستان و در ۱۵ کیلومتری جنوب شرقی شهرستان دورود واقع شده‌است. «کُر و دختر» نام معروف‌ترین قلهٔ کوه پریز است. همچنین آبشار و چشمه شگفت‌انگیز وقت و ساعت در کوه پریز واقع شده‌است. این کوه در زمستان و بهار، چشم‌انداز بسیار دیدنی را ایجاد می‌کند و دارای مناظر منحصر به فردی مانند دشت لاله‌های واژگون، دره نی گا، آبشار ازنادر و … می‌باشد. 